# Torsås (đô thị)
Đô thị Torsås (tiếng Thụy Điển: Torsås kommun) là một đô thị ở hạt Kalmar của Thụy Điển. Thủ phủ là thị xã Torsås. Dân số thời điểm 31 tháng 12 năm 2000 là 7468 người.